# Mustafa Balel

Mustafa Balel (2006)

Mustafa Balel (* 1. September 1945 in Sivas) ist ein türkischer Schriftsteller.
Nachdem er in Ankara an der Gazi Üniversitesi bis 1968 Französisch studiert hatte, machte er seinen Master an der Universität Poitiers in Frankreich (1971–72). Er kehrte in die Türkei zurück, arbeitete als Lehrer an höheren Schulen in Ardahan (1968–70), Sivas (1972–75) und Istanbul sowie am Atatürk-Ausbildungsinstitut (1978–80).
Er war Mitherausgeber der Larousse-Enzyklopädie (1986–1992) und von „Axis“ (1997–2001); daneben veröffentlichte er die Literaturzeitschrift „Öykü“ (1975–76, 8 Ausgaben).
Er publizierte Erzählungen, Artikel und Übersetzungen in jugoslawischen, bulgarischen, russischen, französischen, brasilianischen, romanischen und iranischen Zeitschriften.
Seine Erzählungen verbinden zeitgenössische Erzähltechniken mit traditionellen Erzählkunst, die von einer psychologischen Analyse geprägt ist. In seinen Werken lässt er erahnen, dass selbst in vordergründig ausschließlich patriarchalischen Gesellschaften (d. h. der türkischen) Strukturen eines Matriarchats fortbestehen.
Er errang den Erzählerpreis im 12. Antalya-Literaturfestivals mit seiner Erzählung Can Eriği (Pflaume, 1975) und den Preis im Theaterfestival der türkischen Opern- und Ballett-Stiftung mit seinem Stück Gün Vurgunu (1984).

## Werke
Erzählungen:
- Kurtboğan (1974),
- Kiraz Küpeler (Kirschohrringe, 1977),
- Gurbet Kaçtı Gözüme (1983),
- Le Transanatolien (Der Transanatolier, 1988, Französisch, Paris),
- Turuncu Eleni (Griechische Orangen, 1992).
- Karanfilli Ahmet Güzellemesi (2005)
- Etiyopya Kralının Gözleri (Die Augen des Königs von Äthiopien, 2011)

Roman:
- Peygamber Çiçeği (Kornblume, 1981),
- Asmalı Pencere (Fenster mit Weinrebe, 1984).

Kinderliteratur:
- Bizim Sinemamız Var (1979),
- Cumartesiye Çok Var Mı? (1981).
- Nöbetçi Ayakkabıcı Dükkânı (2005).
- Dedemin Bakır Koltukları (2011).
- Havlamayı Unutan Köpek (2012)
- Ressamın Kedisi (2014)

Reiseliteratur:
- Bükreş Günleri (Bukarester Tage, 1985).
- Istanbul Mektupları (Die Briefe von Istanbul, 2009).